# Śmierć nadejdzie jutro
Śmierć nadejdzie jutro (tytuł oryginalny Die Another Day) – brytyjski film fabularny z 2002 roku, 20. film wytwórni EON Productions z cyklu o przygodach Agenta 007. Był to 4. i ostatni film z udziałem Pierce’a Brosnana w roli głównej. Film wyreżyserował Lee Tamahori.

## Fabuła

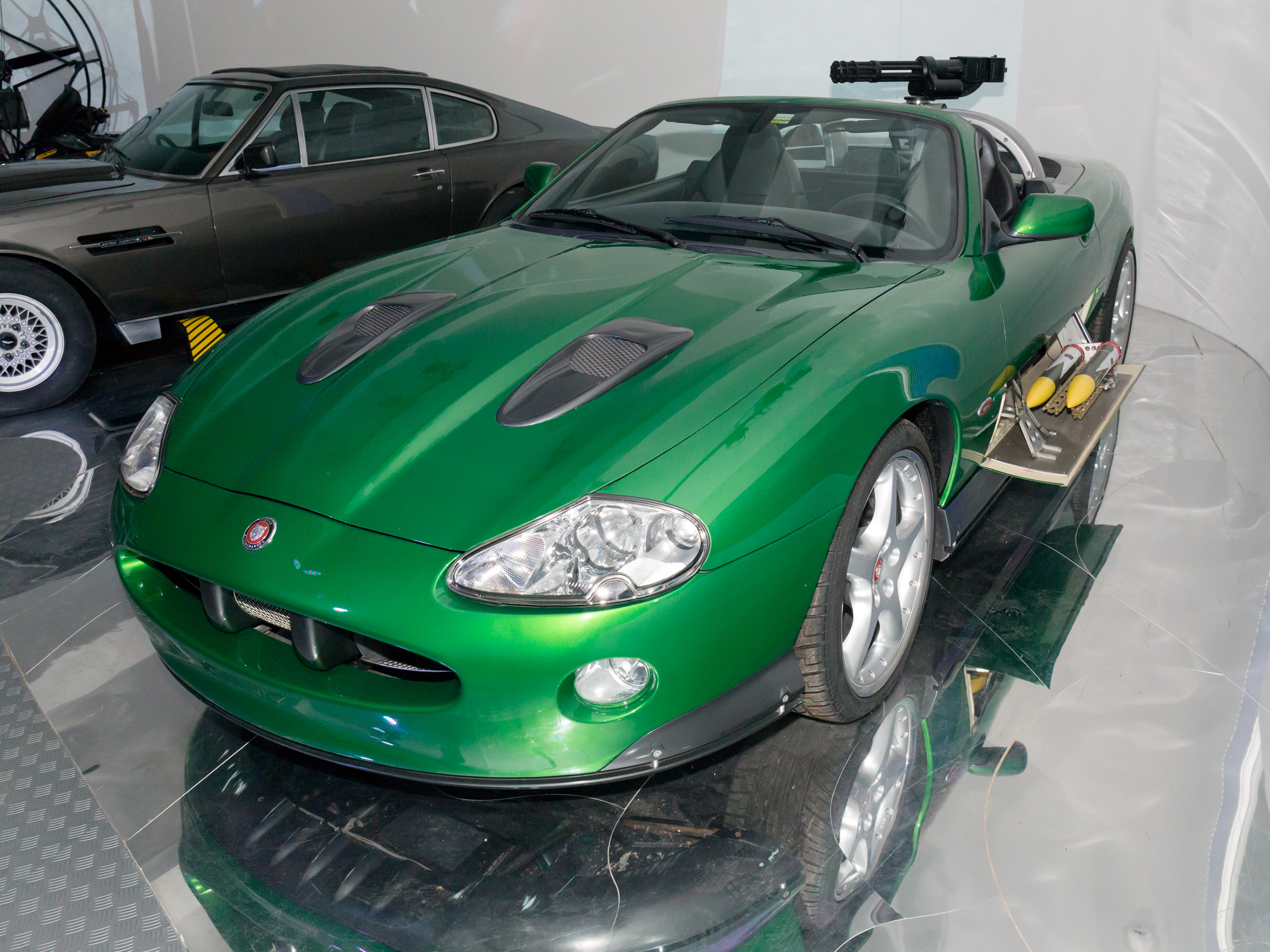
Jaguar XKR użyty w filmie

Po karkołomnym pościgu na polu minowym w Koreańskiej Strefie Zdemilitaryzowanej James Bond wpada w ręce wroga i trafia do północnokoreańskiego więzienia. Po kilkunastu miesiącach zostaje zwolniony w ramach wymiany więźniów. Szef Krajowej Agencji Bezpieczeństwa Falco jest jednak przekonany, że Bond pod wpływem tortur zdradził towarzyszy. Aby odzyskać dobre imię i licencję, agent 007 podejmuje się kolejnej misji, w której kluczową rolę odegrają dwie piękne kobiety: Jinx i Miranda Frost.
Szef Krajowej Agencji Bezpieczeństwa, agent Falco w zamian za uwolnienie Bonda z więzienia wypuścił na wolność północnokoreańskiego porucznika, Zao. Ludzie Bonda jednak myślą, że 007 zdradził swym prześladowcom różne tajemnice nad którymi pracował jego wydział. Wskutek tego Bond został pozbawiony licencji na zabijanie i miał zostać wysłany na obserwację do laboratorium na Falklandach. Uciekł jednak, znajdując się jeszcze w Hongkongu, aby rozpocząć poszukiwania prawdziwego zdrajcy i oczyścić swoje imię. Trop zaprowadził go na Kubę, gdzie spotkał agentkę NSA Jinx, a następnie do Islandii do Gustava Gravesa. W tym czasie Bond poznał również piękną Mirandę Frost – olimpijską mistrzynię w szermierce, która pracowała incognito w organizacji Gravesa. Na koniec Bond wrócił jeszcze raz do Korei, by spotkać się z Gravesem, w rzeczywistości – północnokoreańskim pułkownikiem, synem generała Moona.

## Produkcja

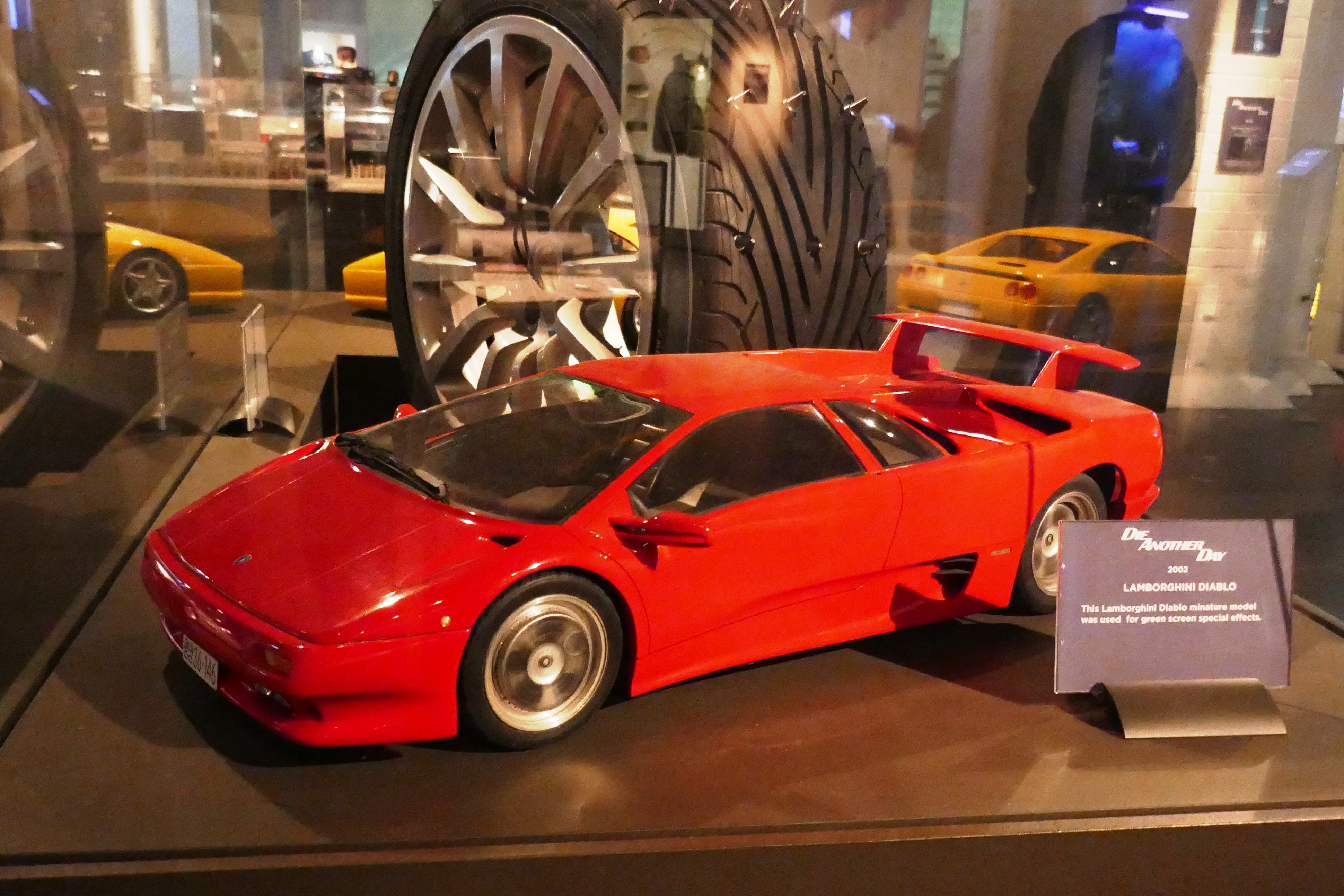
W filmie pojawia się Lamborghini Diablo

Prace na planie rozpoczęły się jeszcze przed oficjalnym rozpoczęciem zdjęć do filmu. Dokładnie 26 grudnia 2001, ekipa udała się na Hawaje, gdzie nakręcono sceny windsurfingowe. 14 stycznia 2002 ruszyły dalsze oficjalne prace na planie. Ekipa rozpoczęła od kręcenia scen w studiu Pinewood. Na terenie studia powstały sceny w koreańskiej bazie wojskowej. Podczas prac Pierce Brosnan uległ wypadkowi (kontuzja kolana) – co opóźniło prace. Na terenie studia powstał też pałac lodowy Gravesa, oraz jego wnętrza. Z Pinewood ekipa przeniosła się w głąb Wielkiej Brytanii. Na brytyjskich terenach wojskowych nakręcono pościg poduszkowców, scenę wymiany jeńców, oraz sceny „na granicy koreańskiej”. W lutym filmowcy opuścili Wielką Brytanię udając się do Islandii, gdzie na zamarzniętym jeziorze kręcono scenę pościgu Jaguara i Astona Martina po tafli lodowej. Następnie filmowcy pojawili się w Hiszpanii, która "zagrała" Kubę. Na planie w Hiszpanii  Halle Berry uległa kilku niegroźnym wypadkom, w tym zakrztuszeniu figą podczas kręcenia sceny filmowej z Pierce’em Brosnanem. Z Hiszpanii ekipa ponownie powróciła do Londynu gdzie nakręcono ostatnie sceny w klubie Blades, a na planie pojawiła się Madonna. Jej spotkanie z Bondem było sceną kończącą pracę na planie. Premiera odbyła się 18 listopada 2002 roku.

## Nawiązania do poprzednich części cyklu o Jamesie Bondzie

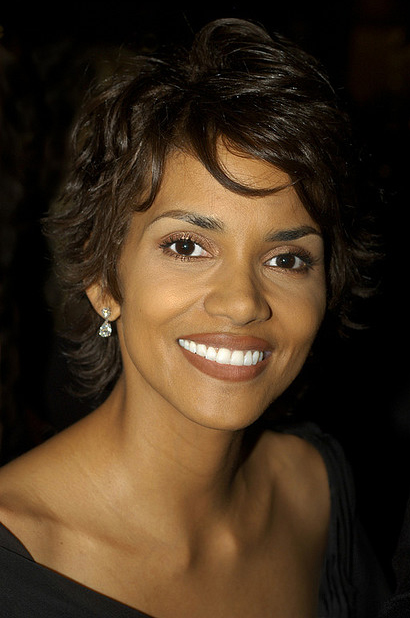
Dziewczyna Bonda, laureatka Oscara; Halle Berry na zdjęciu z 2007 roku.

„Śmierć nadejdzie jutro” to dwudziesty oficjalny film bondowski, poza tym wszedł na ekrany 40 lat po premierze pierwszego filmu o przygodach agenta 007, a więc w roku czterdziestych urodzin filmowej postaci szpiega Jej Królewskiej Mości. W 2002 roku postać Jamesa Bonda obchodziła także 50-lecie (dokładnie w 1952 roku wydana została pierwsza powieść o przygodach agenta 007, „Casino Royale”, autorstwa Iana Fleminga. Producenci postanowili przygotować na tę okazję wiele niespodzianek w fabule dwudziestego filmu. Jako obraz jubileuszowy, Śmierć nadejdzie jutro nawiązuje do wszystkich 19 poprzednich części cyklu. Niektóre z nawiązań:
Nawiązania do:

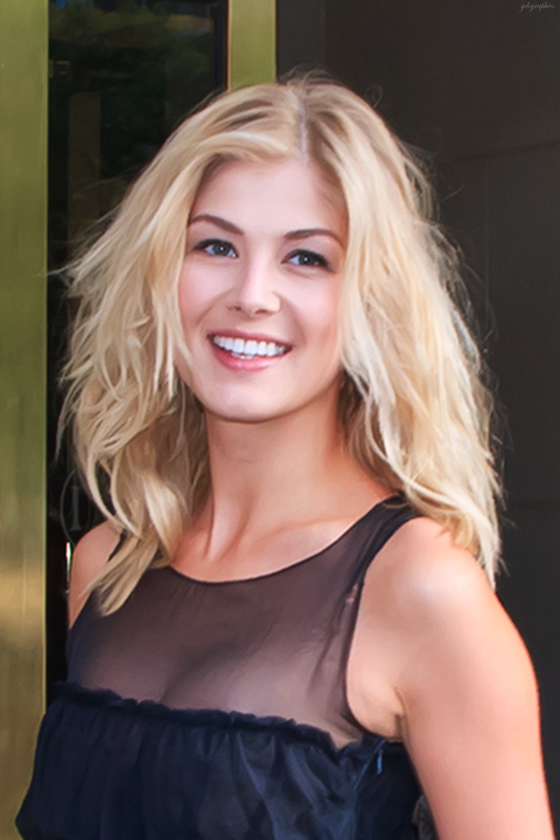
Rosamund Pike, czyli "zła" dziewczyna Bonda – Miranda Frost

„Doctora No” – Jinx wychodzi z morskiej piany na plażę. Jest ubrana w kostium kąpielowy podobny do tego, jaki nosiła Honey, ma na biodrach – tak samo jak Honey – biały pas z przymocowanym nożem do nurkowania. Syntezatorowe dźwięki towarzyszące ucieczce Bonda ze szpitala MI-6 bardzo przypominają te z czołówki „Doktora No”, pistolet który Jinx oddaje Mirandzie na pokładzie samolotu w scenach końcowych, to Beretta – Cheetah, czyli pierwszy pistolet, jakim posługiwał się Bond; w „Doktorze...” jest nawet scena, w której rusznikarz mówi 007, że takie pistolety są bardzo dobre, ale dla kobiet. Jinx wyraźnie posłuchała tej rady. Podczas sceny sztucznego oddychania słyszymy te same dźwięki, które towarzyszyły gunbarrelowi (kółko i strzelający Bond w wizjerze) „Doktora No”.

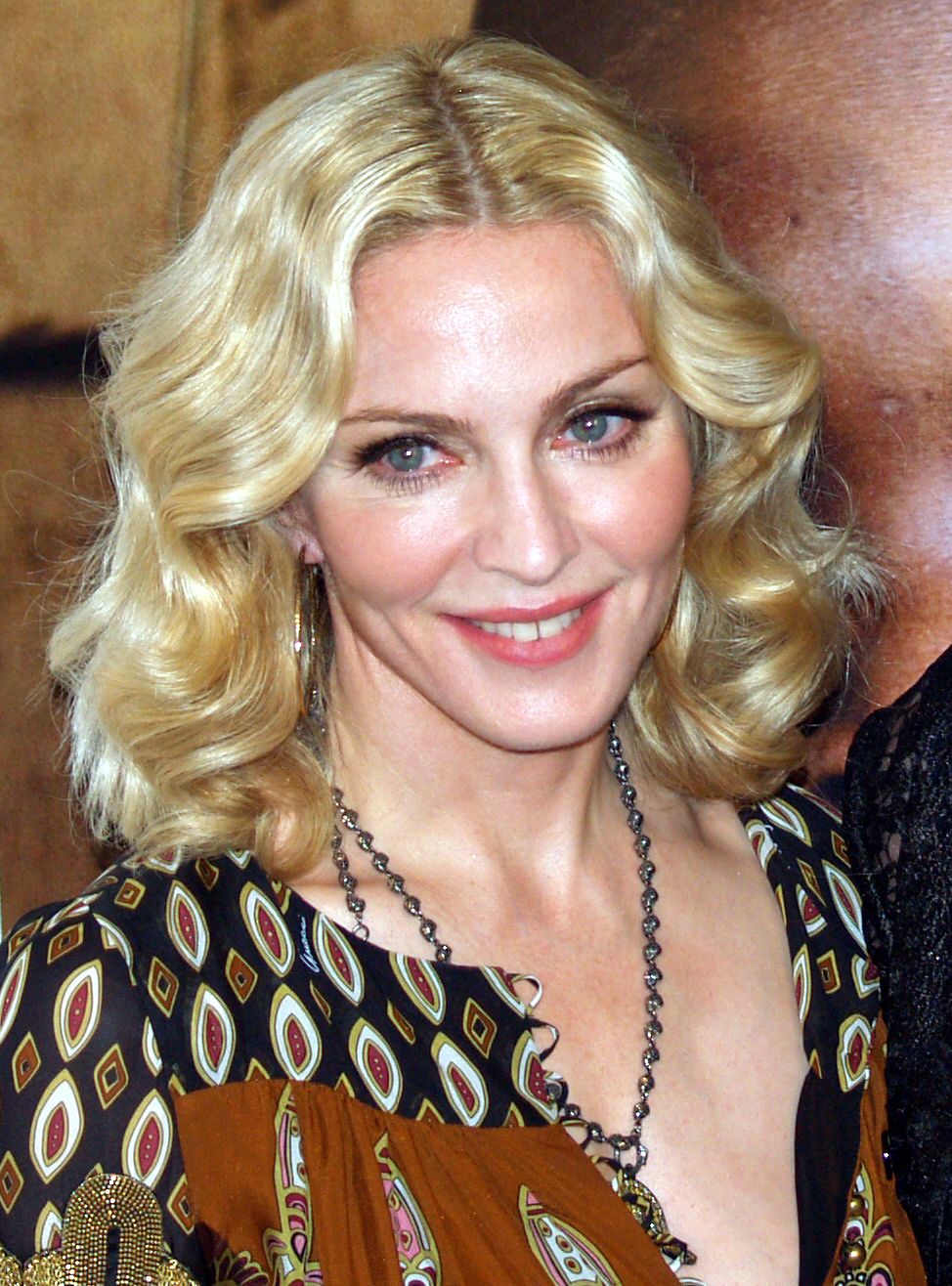
Madonna zagrała rolę dziewczyny Bonda; Variety, a także zaśpiewała tytułową piosenkę do filmu. To jedyny taki przypadek w historii.

„Pozdrowień z Rosji” – Zarówno but z trującym kolcem Rosy Klebb, jak i nóż zakamuflowany w poręcznej aktówce znajdują się w laboratorium Q. W pałacu lodowym Gravesa znajduje się wielka pionowa plansza do gry w szachy, znana z Bonda nr 2. Chińscy szpiedzy, obserwujący 007 i piękną Chinkę ukryci są za hotelowym wielkim lustrem, dokładnie jak to robili Rosjanie w Pozdrowieniach. Inżynier Gravesa głaszcze konsolę kontrolną Icaruca tak, jakby był to perski kot. Podczas pierwszego spotkania Jinx mówi: „Przyjaciele nazywają mnie Jinx”, a Bond odpowiada: „A mnie moi James Bond”, w „Pozdrowieniach...” jest za to następujący dialog: „Moi przyjaciele nazywają mnie Tania”, zaś Bond udziela dokładnie tej samej odpowiedzi.
„Goldfingera”: Jinx w laboratorium Pana Killa nieomal zostaje przecięta promieniem lasera dokładnie tak, jak Bond w trzecim filmie. Aston Martin ze „Śmierci...” jest wyposażony – podobnie jak ten z Goldfingera – w siedzenie z katapultą. „Nigdy nie żartuję ze swojej pracy 007” – ta sama kwestia występuje w obu filmach, tylko Q już nie ten sam...; scena pojedynku szermierczego Bonda i Gravesa, w której stawką jest jeden z diamentów z kopalni Gustawa, to nawiązanie do golfowego meczu między Bondem i Goldfingerem o sztabę złota. Bond i Jinx są torturowani elektrowstrząsami, z podobnych przyczyn śmierć poniósł Mokra Robota (Oddjob); w teaserze 007 zdejmuje kostium płetwonurka, pod którym ma inne ubranie – podobnie było w teaserze trzeciego filmu.
„Operacji Piorun”: Odrzutowy plecak Bonda z „Operacji Piorun” „powraca w epizodycznej rólce” w filmie. 007, podobnie jak w czwartym filmie, używa wyglądającego jak długopis aparatu tlenowego do oddychania pod wodą. Po tym, jak 007 wchodzi przez okno do kliniki na Kubie, zrywa i zjada kilka winogron – tak samo zrobił w „Operacji...”, wychodząc z pokoju w sanatorium.
„Żyje się tylko dwa razy” – Po pościgu poduszkowcami w teaserze, Bond wisi na wielkiej belce, na której kołysze się uderzając w specjalny japoński dzwon – taki sam dzwon „przygrywał” 007 i jego fikcyjnej małżonce podczas ślubu w 5-tym filmie; dryfujący w kosmosie Ikarus widoczny jest na ekranach w pałacu lodowym, podobnie jak rakiety kosmiczne Blofelda w „Żyje się...”; w filmie użyte są samurajskie miecze, zaś w końcowej scenie filmu 007 i Jinx znajdują się w typowo japońskim domku; Jinx zjeżdża na linie w pałacu lodowym w podobny sposób, w jaki robili to żołnierze ninja w „Żyje się...”
„W tajnej służbie Jej Królewskiej Mości”: „OHMSS” – to tytuł raportu sporządzanego przez Moneypenny w końcowej scenie filmu, podobnie jak w szóstym Bondzie, 007 ucieka przed wielką lawiną, muzyka towarzysząca pościgowi po lodowej tafli jest zaczerpnięta z czołówki „W tajnej...”; sesje prania mózgu w kubańskiej klinice przypominają te, które Blofeld stosował na swoich „aniołkach śmierci” w klinice na Schilthorn (Piz Gloria).
„Diamenty są wieczne”: Podczas pojedynku szermierczego Graves mówi do Bonda: „Cóż, podobno diamenty są dla każdego” (gra słów, w oryginale: „Well, diamonds are for everyone” , w tej kwestii zawarty jest tytuł siódmego Bonda „Diamonds are forever”); śmiercionośny diamentowy satelita Ikarus jest niczym innym, jak ulepszoną wersją bardzo podobnego urządzenia – również zrobionego z diamentów i również skupiającego ich światło w celu niszczenia naziemnych obiektów – którym Blofeld posługiwał się w „Diamentach...” Główny przeciwnik (Graves), tak samo jak Blofeld, zmienił wygląd (pierwszy za pomocą terapii genowej, drugi za pomocą operacji plastycznej); Jinx nazywa Mirandę „Bitch” (dziwka, suka) to pierwsze wulgarne słowo, jakie padło w filmach o Bondzie zabrzmiało właśnie w „Diamentach...”.
„Żyj i pozwól umrzeć”- Wybuchy min na polu minowym w Korei przypominają scenę niszczenia pól makowych Kanangi, również zaminowanych. 007 używa tego samego rewolweru, którym posługiwał się w końcowych scenach „Żyj...” na wysepce St. Monique.
„Człowieka ze złotym pistoletem” – Gabinet luster w klinice na Kubie przypomina ten z kwatery Scaramangi. Biuro polowe MI-6 – podobnie jak w „Człowieku...” – znajduje się na statku. 007 umieszcza diament w pępku Jinx – w tym samym miejscu złotą kulę miała bejrucka tancerka brzucha. Ikarus – podobnie jak broń Scaramangi – skupia promienie słoneczne, by siać zniszczenie.
„Szpiega, który mnie kochał” – Graves na konferencję prasową w Londynie przybywa „spadając z nieba” (za pomocą spadochronu w barwach brytyjskiej flagi, bardzo podobnego do tego z teasera „Szpiega...”). Lodowy pałac jest architektonicznie podobny do kwatery podwodnej Atlantis Stromberga. W scenie, w której Bond poznaje Varity, słyszymy kilka taktów piosenki „Nobody does it better”.
„Moonrakera” – Poduszkowiec generała Moona spada w przepaść z wielkiego wodospadu, podobnie jak łódź Buźki spadła z wodospadu Iguaçu, 007 wynurza się w gorącym źródle otoczonym egzotyczną roślinnością, miejscu bardzo podobnym do niewielkiego stawu, w którym 007 walczył z pytonem w „Moonrakerze”; w obu filmach występuje postać o imieniu Chang; pojedynek na miecze Gravesa i 007 to nawiązanie do pojedynku właśnie Changa z Bondem w muzeum szkła w Wenecji; Graves w końcowej scenie wyrzuca z samolotu drugi spadochron (jeden z dwóch ostatnich), podobnie zrobił Buźka w teaserze „Moonrakera”.
„Tylko dla twoich oczu” – Scena, w której 007 wisi na linie zaczepionej o lodowe urwisko to nawiązanie do jego wspinaczki na górę klasztorną w „Tylko...” (zwłaszcza, gdy Bond spada na linie, obniżając nieco pułap na którym się znajduje). W pracowni Q widać żółty kask do nurkowania z filmu „Tylko dla twoich oczu”.
„Ośmiorniczki” – W pracowni Q widać krokodyli kostium i niewielki odrzutowiec z „Ośmiorniczki”. Jinx rzuca się tyłem w przepaść uciekając w ten sposób strażnikom kliniki na Kubie – tak samo zrobiła Magda, rzucając się tyłem z balkonu po tym, jak ukradła Bondowi jajo Fabergé; w pracowni Q widać także zwój „magicznego” sznura z „Ośmiorniczki”.
„Zabójczego widoku” – Ucieczka Bonda przed laserowym promieniem w wielu momentach przypomina jego ucieczkę przed Rosjanami w teaserze „Zabójczego widoku”: część lodowego klifu załamuje się podobnie, jak śnieżny nasyp załamał się pod nogami 007 w 14 filmie; James Bond zdobywa śnieżny skuter w ten sam niemal sposób w obu filmach, pokrywy pojazdu Bond używa jako deski windsurfingowej, w „Zabójczym widoku” 007 z płozy skutera zrobił sobie deskę snowboardową. „Elektroniczny piesek” znajduje się w laboratorium Q.
„W obliczu śmierci” – Bond i Jinx wydostają się z płonącego transportowca w podobny sposób, jak 007 i Kara (dżip wyjechał tyłem z luku bagażowego, w „Śmierć...” w ten sam sposób z pokładu samolotu wydostaje się helikopter z 007 i Jinx na pokładzie); sam lecący wielki transportowiec, na pokładzie którego rozgrywają się finałowe sceny filmu, to oczywiste nawiązanie do finału „W obliczu...”, który miał miejsce również na pokładzie wielkiego transportowca; ucieczka Astonem Martinem po tafli zamarzniętego jeziora występowała wcześniej także w „W obliczu śmierci”.
„Licencji na zabijanie” – Podobnie jak w tym filmie, także i tu M odbiera Bondowi pozwolenie na zabijanie. Gdy 007 demaskuje chińską masażystkę jako agentkę chińskiego wywiadu, ma ona pistolet umieszczony za podwiązką dokładnie tam, gdzie broń trzymała Pam w „Licencji”. Podczas pościgu po tafli lodowej jeden z pocisków przelatuje pod Aston Martinem Bonda, jadącym na dwóch prawych kołach – podobnie było z jedną z ciężarówek w „Licencji”. Jeden z wiszących paneli kontrolujących lasery jest dokładnie taki sam, jak ten sterujący zapadnią w hangarach Kresta (w „Licencji”).
„GoldenEye” – Zegarek Bonda zawiera laser, którym Bond przecina lód (tak samo było w „GoldenEye”, tam jednak 007 przecinał metal); Jinx nastawia detonator w klinice na Kubie na 3 minuty, tyle samo czasu dał Bond Trevelianowi w Archangielsku; Bonda zdradza inny agent MI-6 (Frost) – w „GoldenEye” 007 zdradził Trevelian; żyrandol zabija Zao – w podobny sposób zginął Trevelian, z tym, że zamiast lodowego żyrandola spadła na niego olbrzymia antena; Bond mówi do Jinx, że zimno musiało utrzymać ją przy życiu – to nawiązanie do rozmowy 007 z Natalią na plaży w Portoryko.
Natalia: Dlaczego jesteś takim zimnym (czytaj pozbawionym uczuć, oziębłym)
człowiekiem?
Bond: dzięki temu żyję.
Natalia: Nie, dzięki temu jesteś samotny...
W czołówce tłem dla napisu „jako James Bond agent 007” jest wielkie złote oko. W  bunkrze dowodzenia w Korei Płd zawieszone są monitory bardzo podobne do  tych z bazy w Severnaya.
„Jutro nie umiera nigdy” – Aston Martin agenta 007, podobnie jak jego BMW z „Jutra...”, jest zdalnie sterowany. Jinx jest wyposażona w podobne urządzenie, jak Wai Lin: miotacz lin z zaczepami, które pomagały jej w ucieczce. Bond ucieka po stromym dachu pałacu lodowego biegnąc po nim zaczepiony na linach – w podobny sposób „chodziła po ścianach” Wai Lin. 007 wskakuje na poduszkowiec w podobny sposób, w jaki dostał się do odrzutowca w „Jutro...”. Scena wystrzelenia rakiety mającej zniszczyć Ikarusa jest identyczna ze sceną startu rakiety mającej zniszczyć bazę terrorystów w „Jutro...”.
„Świat to za mało” – scena, w której Bond rzuca się na ziemię chroniąc się przed miotaczem ognia Moona jest prawie identyczna do tej, w której 007 i Christmas unikają skutków wybuchu bomby; w obu filmach użyto kopuły geodezyjnej.

## Obsada
- Pierce Brosnan (James Bond)
- Halle Berry (Jinx)
- Toby Stephens (Gustav Graves)
- Rosamund Pike (Miranda Frost)
- Rick Yune (Zao)
- Judi Dench (M)
- John Cleese (Q)
- Michael Madsen (Falco)
- Will Yun Lee (pułkownik Moon)
- Kenneth Tsang (generał Moon)
- Samantha Bond (Moneypenny)